# Nymphalis irenea
Nymphalis irenea är en fjärilsart som beskrevs av Prüffer 1921. Nymphalis irenea ingår i släktet Nymphalis och familjen praktfjärilar. Inga underarter finns listade i Catalogue of Life.